# Hot (Taeyang-album)
A Hot Taeyang dél-koreai énekes első középlemeze, melyet a YG Entertainment jelentetett meg 2008. május 22-én. A lemez elnyerte a 6. Korean Music Awards legjobb R&B/Soul dalának (Only Look At Me), valamint a legjobb R&B/Soul albumnak járó díjat.

## Számlista
| 1.    | Intro - Hot                                                 | G-Dragon                      | G-Dragon, Brave Brothers     | Brave Brothers                      | 1:30 |
| 2.    | Prayer (featuring Teddy of 1TYM) (기도; Kido (Gido)         | Teddy                         | Teddy, Kush                  | Teddy, Kush                         | 3:41 |
| 3.    | Only Look at Me (나만 바라봐; Naman parabva (Naman Barabwa) | Teddy                         | Teddy, Kush                  | Teddy                               | 4:01 |
| 4.    | Sinner (죄인; Csöin (Joein)                                 | Jang Hjonszok (Yang Hyun Suk) | Gabe Lopez                   | Revel, JVC, Gabe Lopez              | 3:13 |
| 5.    | Baby I'm Sorry                                              | G-Dragon                      | Cson Szungu (Jeon Seung Woo) | Cson Szungu (Jeon Seung Woo)        | 4:06 |
| 6.    | Make Love (featuring Kush)                                  | Kush                          | Kush                         | Kush, Cshö Gjuszong (Choi Kyu Sung) | 3:25 |
| 19:55 |                                                             |                               |                              |                                     |      |